# Сонам Тобгай (спортсмен)
Сонам Тобгай (англ. Sonam Tobgay; нар. 25 березня 1990, Лхунце, Бутан) — бутанський крикетист та футболіст, нападник національної збірної Бутану.

## Кар'єра футболіста
На клубному рівні виступав за «Транспорт Юнайтед». У футболці національної збірної Бутану з футболу дебютував в останньому матчі кваліфікації чемпіонату світу 2018 року проти Мальдів, вийшовши на поле на 76-ій хвилині. Загалом зіграв 6 матчів у складі національної команди. 

## Кар'єра крикктиста
У складі збірної Бутану брав участь у Трофеї Азії 2006 року, Трофеї виклику Азії 2009 року, Елітному Трофеї Азії 2010 року, 8-му дивізіоні світової Ліги крикету ІКК 2010, Кубку Твенті20 АКК 2011 року, 8-му дивізіоні світової Ліги крикету ІКК 2012, Елітному Трофеї Азії 2012 року, Елітному Трофеї Азії 2014 року, Першому дивізіоні Ліги крикету Азії 2017 року. Він зроби 55 пробіжок проти Саудівської Аравії в Елітній лізі Азії 2014 року, хоча його команда все ще програла 300 пробіжок.
Дебютував у Twenty20 International (T20I) за Бутан на Іграх Південної Азії 2019 року проти Непалу 5 грудня 2019 року.
7 грудня 2019 року він став першим гравцем з битою, який вийшов без дозволу головного арбітра та капітана команди-супениці на T20I.